# Kardos Ferenc (könyvtáros)
Kardos Ferenc (Kaposvár, 1964. július 14.[forrás?] –) magyar könyvtáros, író, a nagykanizsai Halis István Városi Könyvtár igazgatóhelyettese.
Történelem szakos általános iskolai tanár, könyvtáros végzettségét a szombathelyi Berzsenyi Dániel Főiskolán szerezte. 1994–2000 között hallgatója volt az ELTE Néprajz szakának. A Halis István Városi Könyvtár munkatársa 1985. október 1-től.
Kutatóként a roma közösségek olvasási szokásai, a roma közösségek néprajza, a roma holokauszt, Nagykanizsa és vidéke története és néprajza, olvasáskultúra tárgykörökben publikált, illetve versei jelentek meg az Életünk és Pannon Tükör irodalmi lapokban.
2014-ben lírai munkásságát és művelődésszervezői tevékenységét Krúdy-díjjal ismerték el.

## Fontosabb publikációi
Szépirodalom
- Időfák alatt; in: Kettős hangzat; szerk. Péntek Imre; Zalai Írók Egyesülete–Magyar Nemzetiségi Művelődési Intézet, Zalaegerszeg–Lendva, 2005 (Pannon tükör könyvek)
- Lélekírók. Az Aranyecset Irodalmi, Képzőművészeti, Előadóművészeti és Zenei Egyesület antológiája József Attila születésének 100. évfordulója alkalmából; szerk. Kardos Ferenc; Aranyecset Irodalmi, Képzőművészeti, Előadóművészeti és Zenei Egyesület, Nagykanizsa, 2005
- Nézz rám. Régi és új versek; Zalai Írók Egyesülete, Nagykanizsa, 2006 (Pannon tükör könyvek)

Könyvtár
- Az internet mindenkié! Internetes, számítógépes és könyvtári ismeretek oktatása a Halis István Városi Könyvtárban In: Halis-év-könyv. Nagykanizsa: Halis István Városi Könyvtár, 2005. p. 181–185.
- Kistérségi könyvtári ellátás - A nagykanizsai kísérlet. (Szerzőtársként Czupi Gyulával közösen) Tudományos és műszaki tájékoztatás, 2007. (54. évf.) 5. sz. p. 205–214.
- A könyvtár, amely nem keresi, hanem látja és felvállalja szerepeit. Hozzászólás egy kicsiny könyvtár nagyszerű életét is bemutató konferencián. Könyv, könyvtár, könyvtáros 2014. (23. évf.) 5. sz. p. 21–26.
- A Nagykanizsai Kistérség Könyvtárellátási Szolgáltató Rendszer előzményei, kiépülése, működési tapasztalatai (Szerzőtársként Czupi Gyulával közösen) In: Könyvtárellátási szolgáltató rendszer (KSZR). Tájékoztató a kistelepülések könyvtári ellátásáról. Budapest: Könyvtári intézet, 2006. p. 58–67.

Dél-zalai néprajz
- Amiről a tárgyak mesélnek. Dél-Zala gyermekjáték-kultúrája a Thury György Múzeum gyűjteménye tükrében. In: Zalai Múzeum 12. Zalaegerszeg: Zala Megyei Múzeumok Igazgatósága, 2003. p. 267–281.
- A Kis-Balaton a nép emlékezetében - a láp világa népköltészetéből. In: Zalai Múzeum 18. Zalaegerszeg: Zala Megyei Múzeumok Igazgatósága, 2009. p. 159–170.
- Zalai tájak és néprajzi csoportok egy etnográfus életművében. In: Zalai Múzeum 16. Zalaegerszeg: Zala Megyei Múzeumok Igazgatósága, 2007. p. 161–170.
- 1848 lenyomatai a zalai nép emlékezetében. Pannon tükör, 2002. (7. évf.) 2. sz. p. 48.

Roma kultúra, történelem, néprajz, kulturális antropológia
- Adok neked aranybárányt. Dél-zalai cigány keresztelő Folkloristica VIII. Adatok a Zala megyei cigányok történetéhez a XVIII. századból In: Nagykanizsa első okleveles említésének 750. évfordulója alkalmából rendezett helytörténeti-történettudományi konferencia előadásai: Nagykanizsa: 1995.10.20–21. Nagykanizsa, 1996. illetve: Pannon Tükör 1997.
- Egy közgyűjtemény a cigány olvasáskultúra szolgálatában. In: Iskolakultúra 2001/12. 91–96. oldal
- Kutatás közben. A varsányi cigányok a mezőgazdaságban a 20. század első felében In: Utóparaszti hagyományok és modernizációs törekvések a magyar vidéken. Műhelytanulmányok (szer. Schwarcz Györgyi, Szarvas Zsuzsa, Szilágyi Miklós) Budapest: MTA Néprajzi Kutatóintézet – MTA Társadalomkutató Központ 2005. p. 47–59. Szárazon járó csónak - gondolatok a romák olvasáskultúrájáról In: Jövőmunkások. Cigány értelmiségiek mondják. Tanulmányok a kisebbségi kultúra köréből 2 (szerk.) Diósi Ágnes. Bp. Galadiátor K., 77–83. oldal
- Nyomtalanul? Névtelen romák holokausztja. A roma holokauszt jelene a történeti kutatásban és a társadalomban. In: Lágerek népe. Pécs: Janus Pannonius Múzeum, 2014. 50–82.
- A roma, mint követhető értékminta a könyvtárakban. A közeli és a távoli jövő roma könyvtárosa és roma olvasója. Könyv, könyvtár, könyvtáros 2013. (22. évf.) 4. sz. p. 21–32.
- Romák a könyvtárban - könyvtár a magyarországi roma kultúrában. In: A feladatra készülni kell. A cigányság beillesztése és a közkönyvtár (szerk. Nagy Attila - Péterfi Rita) Budapest : OSZK : Gondolat, Nemzeti Téka, 2004. p. 175–227.[6]
- Szárazon járó csónak - gondolatok a romák olvasáskultúrájáról In: Jövőmunkások. Cigány értelmiségiek mondják. Tanulmányok a kisebbségi kultúra köréből 2 (szerk. Diósi Ágnes.) Budapest: Galadiátor K. 2005. p. 77–83.
- Utak és keresztutak: az író, a könyvkereskedő és az olvasó roma In: Hídszerepek. (szerk. Nagy Attila – Péterffy Rita) Budapest: Gondolat: OSZK, Nemzeti Téka 2008. p. 29–60.[7]
- „Veszedelmes habok között látszatik életünk forogni” Források a zalai cigányság 18. századi történetéhez Zalaegerszeg: Zala megyei Levéltár, 2008. 422. p.
- Határjáró, határkerülő romák[halott link]. Roma közösségek a magyar-osztrák-szlovén hármashatár övezetében. Néprajztudományi Intézet

Nagykanizsa történelme
- Bagola, Sánc és Fakos története 1690 és 1848 között - In: Nagykanizsa. Városi Monográfia II. Nagykanizsa, 2006. p. 587–600.
- Bajcsa története 1690-1848 között - In: Nagykanizsa. Városi Monográfia II. Nagykanizsa, 2006. p. 601–612.
- Bajcsa története 1849 és 1945 között - In: Nagykanizsa. Városi Monográfia III. Nagykanizsa, 2006. p. 753–766. p. 601–612.
- Kanizsa enciklopédia. Szócikkek. Nagykanizsa: BZ Lapkiadó 1999.
- Kincses, harcos Kanizsa. A török-korhoz kötődő mondák Nagykanizsáról és vidékéről. Nagykanizsa, 2010. 48. p. (Nagykanizsai Honismereti Füzetek 32.)
- Miklósfa története (1690–1848) - Czupi Gyulával együtt - In: Nagykanizsa. Városi Monográfia II. Nagykanizsa, 2006. p. 565–585.
- Miklósfa története 1850–1945 között (Szerzőtársként Czupi Gyulával közösen) In: Nagykanizsa. Városi Monográfia III. Nagykanizsa, 2014. p. 705–725.